# ロータス効果

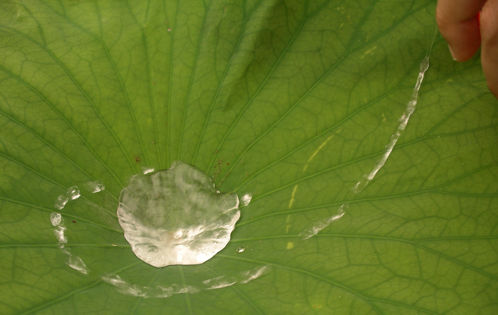
ハスの葉の表面を流れ落ちる水滴

コンピューターグラフィックスで描いたハスの葉の表面構造

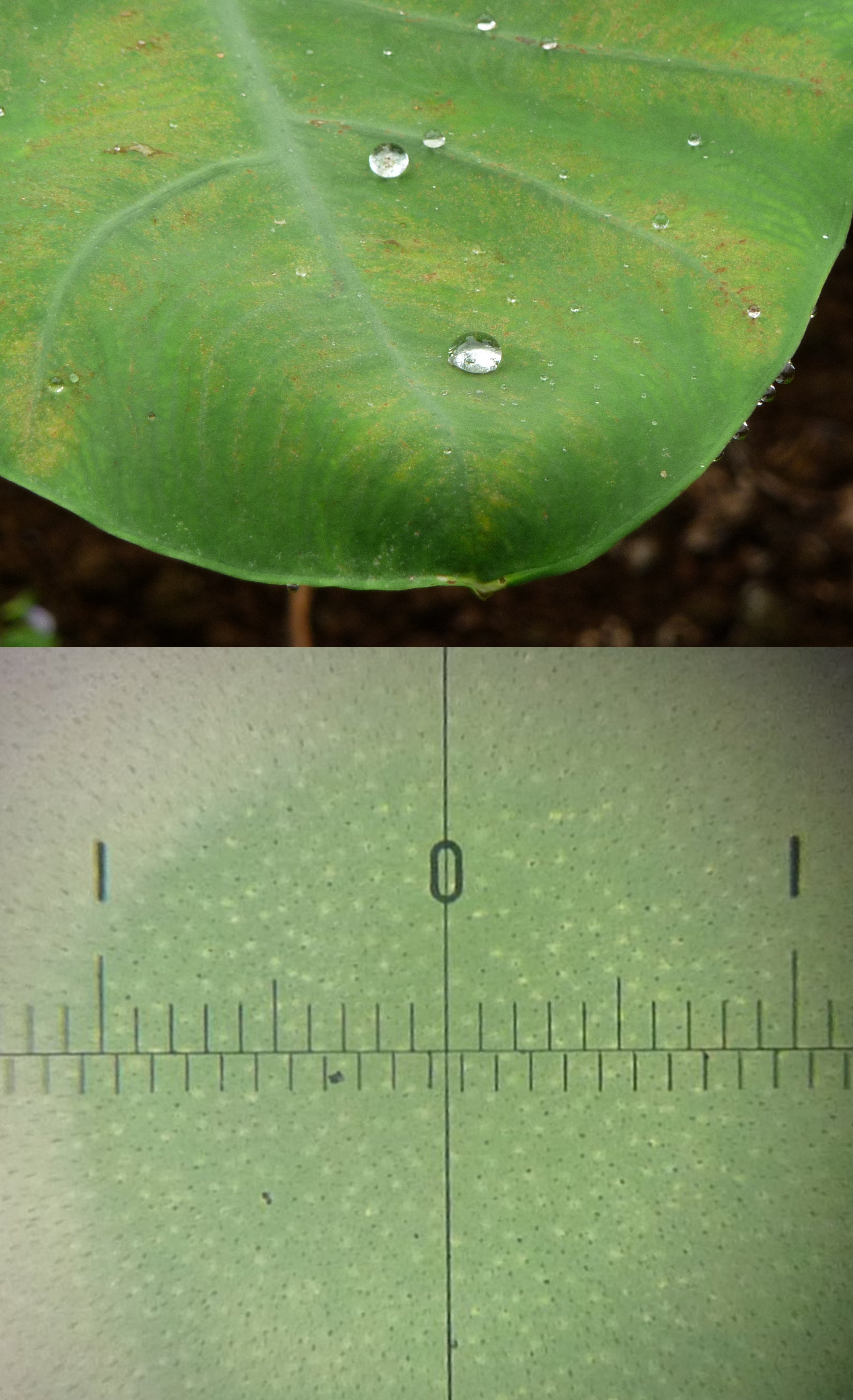
サトイモの葉のロータス効果をもたらす水玉（上）と葉表面の無数の突起微細構造の拡大写真（0-1間は1ミリメートル長)（下）

ロータス効果（ロータスこうか、英: Lotus effect）は、材料工学において、ハス科の植物に見られる自浄性を指す用語。ハス効果とも。
蓮（ハス、英: lotus）は泥の多い池や沼を好むが、その葉や花はきれいな状態を保つ。ヒンドゥー教では蓮華は純粋さや善性の象徴とされ、中国や日本では「蓮は泥より出でて泥に染まらず」と言い習わして、やはり蓮を愛してきた。
ハスの葉を研究したドイツの植物学者、ヴィルヘルム・バルトロット（Wilhelm Barthlott）により、そこに天然の自浄機構が備わっていることが発見された。
なお、「Lotus-Effect」と「ロータスエフェクト」は登録商標である。

## 仕組みと応用

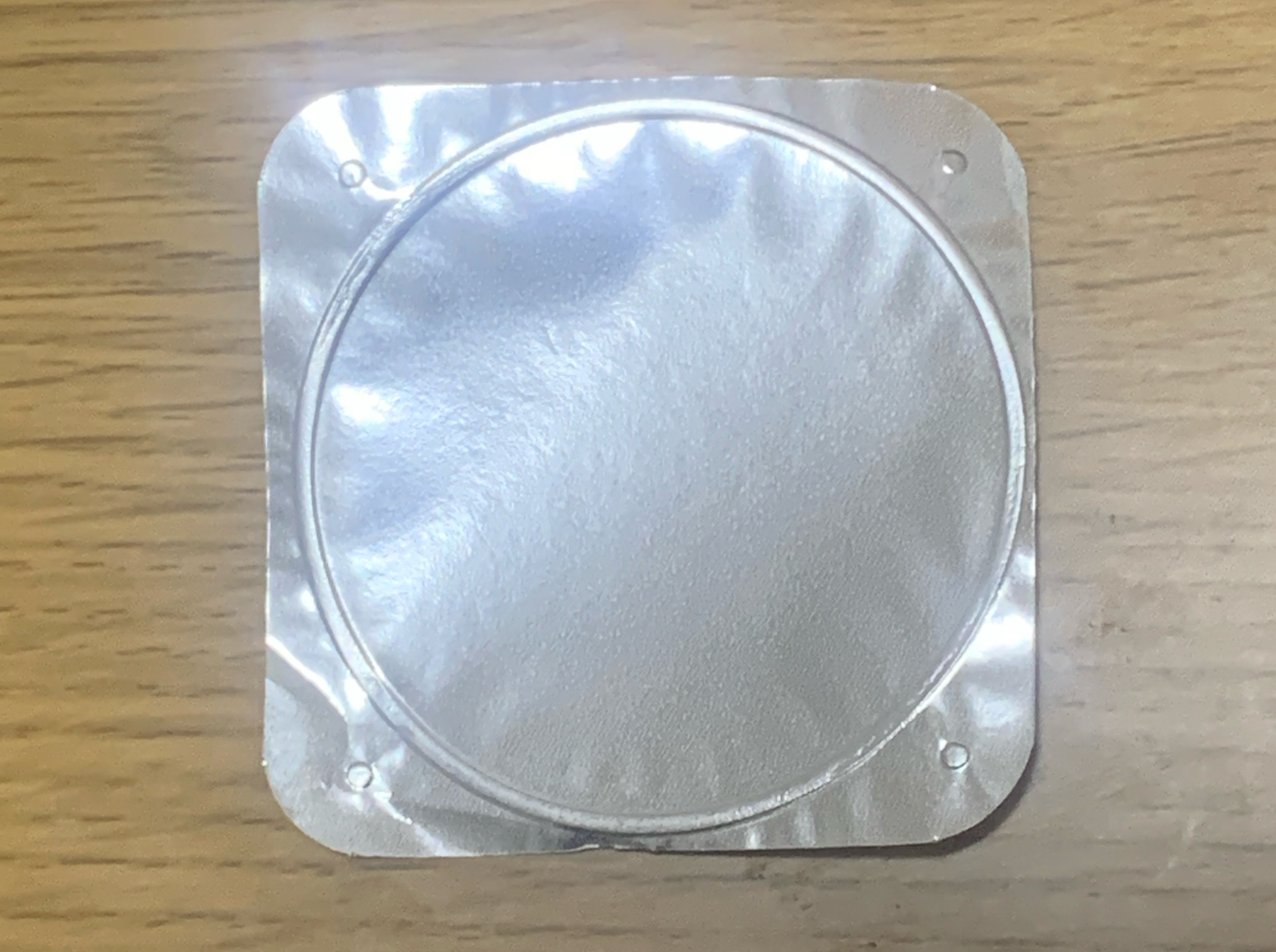
ロータス効果を利用したヨーグルトの蓋

ハスの葉はその微細構造と表面の化学的特性により、決して濡れることがない。葉の表面についた水は表面張力によって水銀のように丸まって水滴となり、泥や、小さい昆虫や、その他の異物を絡め取りながら転がり落ちる。この現象がロータス効果として知られる。
またサトイモ（里芋）の葉などでも微細構造と表面の化学的特性から同様の効果が見られる。
ナノテクノロジーの分野では、塗料、屋根材、布などの表面でロータス効果を再現し、それらを乾燥したきれいな状態に保つ方法の開発が行われている。これは通常、フッ素化合物やシリコーンで表面を処理することで達成される。ポリエチレングリコールにグルコースやスクロースを組み合わせることでも同様の効果が得られる。今ではこの方法により自己洗浄を行う塗料や、温室の屋根に使うようなガラス板にロータス効果を持たせたものも市販されている。
身近な例としては、森永乳業のヨーグルト製品に採用されているアルミニウム製の蓋がある。従来の蓋では裏側にヨーグルトが付着しやすかったが、ハスの葉にヒントを得て東洋アルミニウムと共同で開発したトーヤルロータス(TOYAL LOTUS)という撥水性包装材を用いることでヨーグルトが付着しないようになっている。
超撥水性を得るため、ある方法では、洗浄したアルミニウムのブロックの表面を水酸化ナトリウム水溶液に2時間浸し、水洗・乾燥後にスピンコーティング法で厚さ約2ナノメートルのパーフルオロノナン (C9F20) の膜を張った。これにより水滴との接触角が 67°から 168°に増大し、この効果はカッシーの式 (en:Cassie's law) によって説明された。電子顕微鏡で見ると、そのアルミニウムの表面にハスの葉の表面に似た多孔性の微細構造が観察できた。